# کوروت-۴
کوروت-۴ یک ستاره است که در صورت فلکی تک‌شاخ قرار دارد.